# Miséricorde (Nizza)

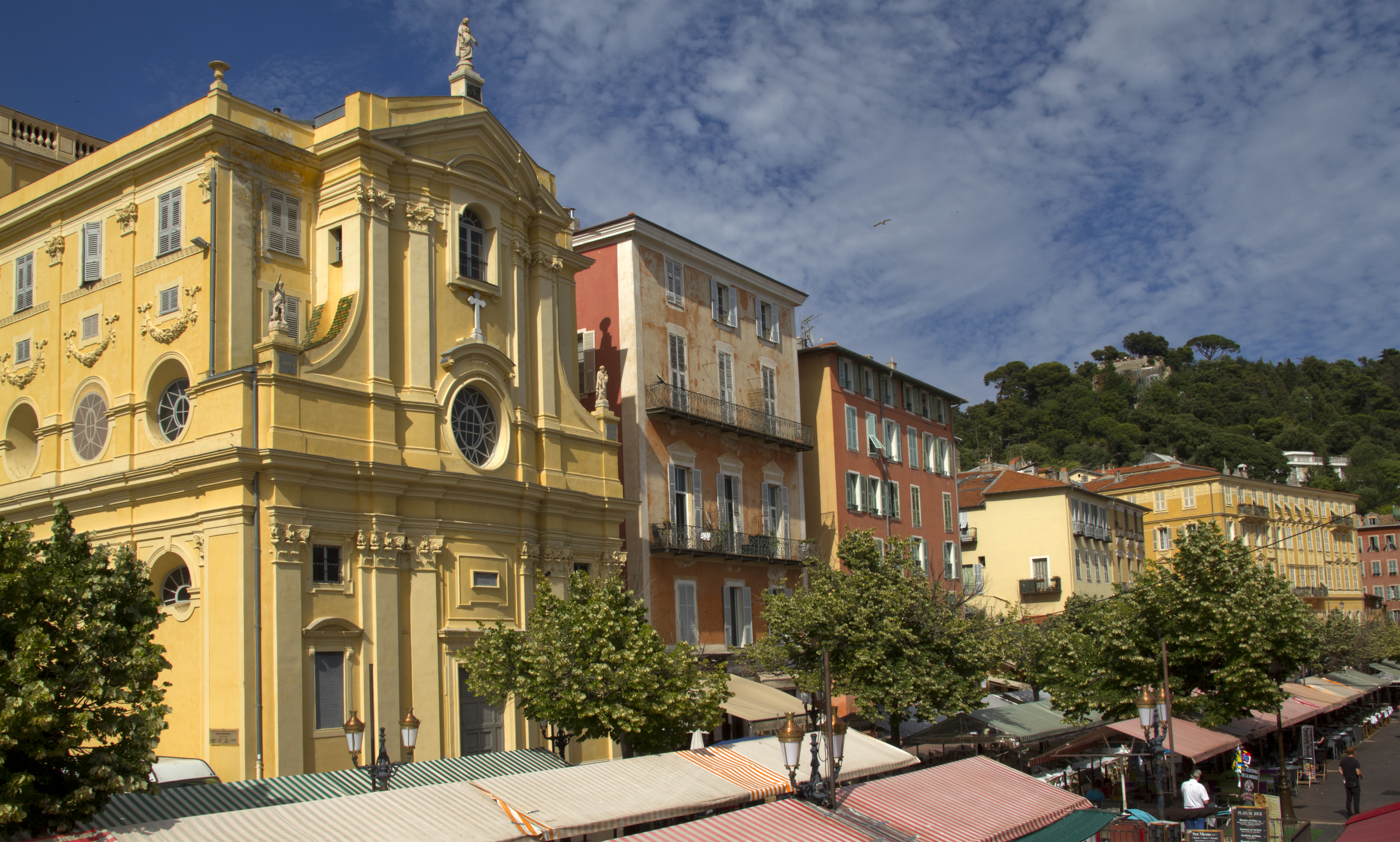
Nizza, Kapelle Miséricorde

Die Kapelle Miséricorde (auch: Chapelle des Pénitents noirs) ist eine römisch-katholische Kirche in der südfranzösischen Stadt Nizza. Sie gilt als das Hauptwerk des Nizzaer Barock. Die Kirche ist seit dem Jahr 1921 als Monument historique anerkannt.

## Lage und Patrozinium
Die Kirche steht im Altstadtkern von Nizza (Vieux Nice) etwa in der Mitte des Cours Saleya zwischen Blumenmarkt und Präfektur in der Rue Saint-Gaétan. Sie ist zu Ehren der Maria Mutter der Barmherzigkeit (auch: Schutzmantelmadonna oder Maria, Hilfe der Christen, französisch: Vierge de la Miséricorde oder Notre-Dame de la Merci) geweiht. Die Kirche gehört zur Pfarrei Paroisse Saint Jean XXIII, wird aber nur selten für Gottesdienste genutzt.

## Geschichte

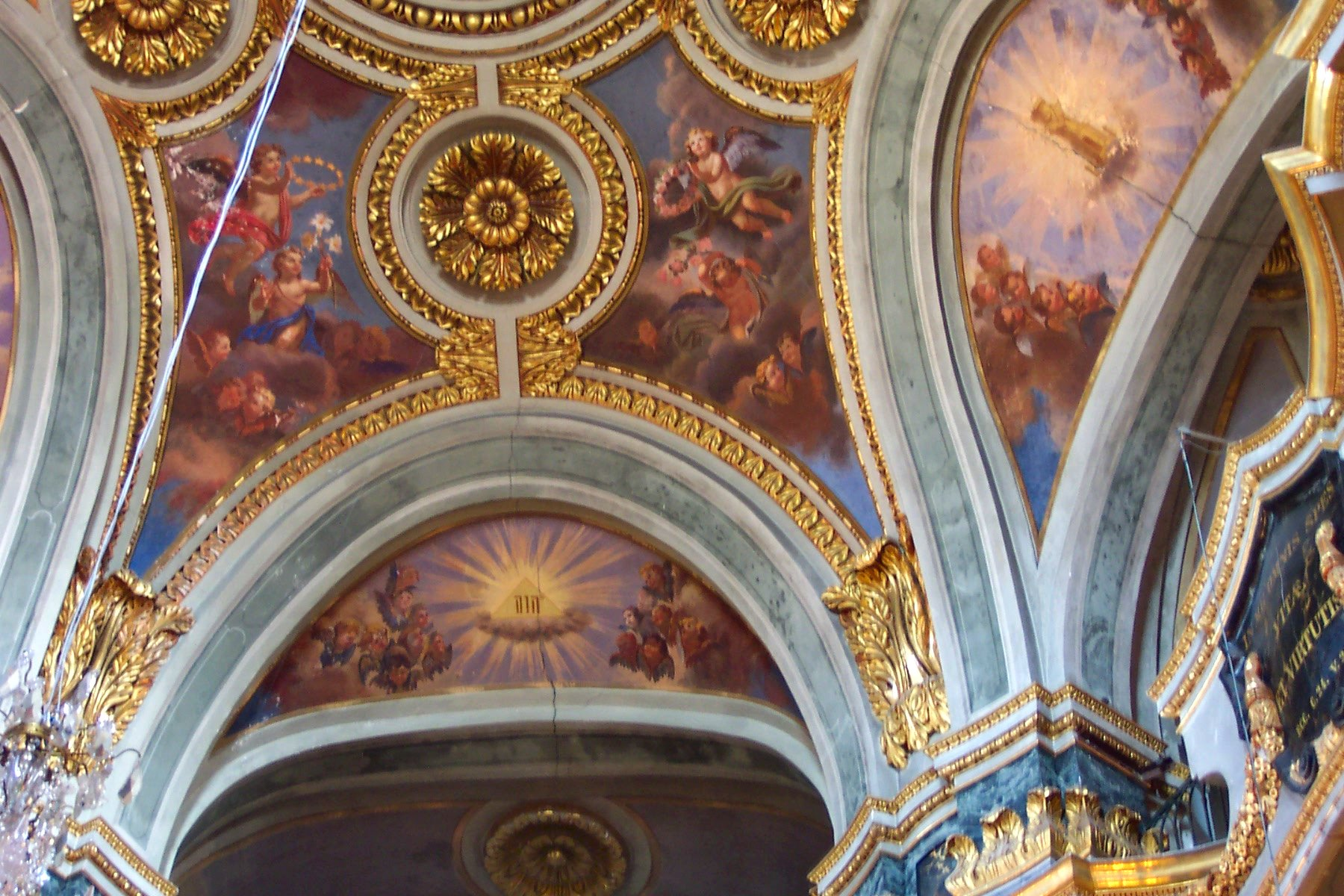
Kapelle Miséricorde, Innenraum

Die Kapelle wurde von 1740 bis 1786 für den Theatiner-Orden gebaut. Architekt war Bernardo Antonio Vittone. Sie war dem Ordensgründer Kajetan von Thiene (französisch: Gaétan de Thiène) gewidmet, nach dem noch heute die Anliegerstraße benannt ist. Nach Auflösung des Klosters durch die Französische Revolution kaufte 1828 die Bruderschaft der Pénitents noirs („schwarzen Büßer“), die vorher ihre Kapelle in der Kathedrale von Nizza hatte, die Kirche auf und ließ sie restaurieren.

## Ausstattung
Die Kirche hat einen reichen Innendekor, sowohl in den vier Kapellen (gewidmet Philipp Neri, Johannes dem Täufer, Kajetan von Thiene und Augustinus) als auch in der Sakristei. Prunkstücke sind das Marienretabel von Jean Mirailhet (1394–1457) und das Gemälde der Schutzmantelmadonna von Louis Bréa (1450–1523).